# Martin Sandeborg
Martin Olof Sandeborg, född 27 augusti 1869 i Borrby socken, dld 19 september 1955 i Stockholm, var en svensk veterinär. Han var far till Gösta Sandeborg.
Martin Sandeborg var son till bonden och riksdagsmannen Lasse Jönsson i Sandby. Efter mogenhetsexamen i Helsingborg 1888 och studier i botanik och kemi vid Stockholms högskola blev han elev vid Veterinärinstitutet 1889 och avlade veterinärexamen 1893. Sandeborg blev 1893 distriktsveterinär i Vårdinge distrikt i Södermanland, erhöll 1895 transport till Åtvidabergs distrikt i Östergötland och blev 1899 biträdande veterinär vid Stockholms stads hälsovårdsnämnd samt 1901 biträdande stadsveterinär i Stockholm och föreståndare för dess norra köttbesiktningsbyrå. Åren 1904–1910 var han direktör för Göteborgs offentliga slakthus och 1910–1934 direktör för Stockholms stads offentliga slakthus och saluhallar. Sandeborg företog flera resor till kontinenten, huvudsakligen för studium av slakthus- och saluhallsväsen, kylteknik och livsmedelstillförsel till större städer. Av hans skrifter märks Några råd angående köttkontrollens organisation och utöfvande (1902, tillsammans med Sven Nystedt), Om stallhygien, särskilt med hästskallar i större städer (1903) och Kommunalt slakthus-, torghandels- och saluhallsväsen i Sverige (1912). Sandeborg var 1927–1940 ordförande i Sveriges veterinärläkareförenings förtroenderåd och från 1910 styrelseledamot i Svenska allmänna djurskyddsföreningen samt från 1936 skattmästare där. Åren 1915–1919 var han ledamot av Stockholms stads livsmedelsnämnd. tillhörde kyrkorådet i Brännkyrka församling 1917–1923 (kyrkvärd 1921–1923) och i Enskede församling 1931–1934. Han blev riddare av Vasaorden 1918 och av Nordstjärneorden 1926 samt kommendör av andra klassen av Vasaorden 1934.